# Sheila Rowbotham
Sheila Rowbotham (* 1943 in Leeds, Großbritannien) ist eine britische Soziologin und sozialistische Feministin.

## Biografie
Sie studierte am St Hilda’s College der Universität Oxford und an der University of London. Danach arbeitete sie als Lehrerin an einer Comprehensive School. Nach mehreren Gastprofessuren, auch im Ausland, und anderen akademischen Jobs wurde sie 1993 zunächst Research Fellow an der Manchester University, später ebendort Professorin für Soziologie, Geschlechterforschung und Arbeitergeschichte.
Als sozialistische Feministin und Historikerin der Frauenbewegung kritisiert Rowbotham unter anderem den Sexismus innerhalb der männerdominierten Arbeiterbewegung. Sie war in eine Kampagne, die Putzkräfte gewerkschaftlich organisierte, in die National Abortion Campaign und die National Child Care Campaign involviert. Sie setzte sich gegen Atomwaffen und den Vietnamkrieg ein. Sie war Mitarbeiterin der Zeitschrift The Black Dwarf.

## Schriften
- Women's Liberation and the New Politics (1969)
- Women Resistance and Revolution (1973)
- Woman’s Consciousness, Man’s World. Pelican, London 1973
- Hidden from History. Pluto, London 1973
- (mit Lynne Segal and Hilary Wainwright): Beyond the Fragments: Feminism and the Making of Socialism, 1980

dt.: Nach dem Scherbengericht - Über das Verhältnis von Feminismus und Sozialismus. Rotbuch, Berlin 1981
- Women in Movement. Feminism and Social Action Routledge, New York and London 1993.
- A Century of Women: The History of Women in Britain and the United States Penguin Books, London 1999
- Promise of a Dream: Remembering the Sixties (2002)
- Daring to Hope: My Life in the 1970s (2021)
- Edward Carpenter: A Life of Liberty and Love (Verso, 2008)

## Auszeichnungen
- 2009: Lambda Literary Award in der Kategorie Gay Memoir/Biography für Edward Carpenter:  A Life of Liberty and Love[6]